# Tilsætningsstof
Tilsætningsstoffer er stoffer, der tilsættes fødevarer, for at forlænge holdbarhed (konservering), hæmme bakterie- og svampevækst og hindre fødevaren i at mugne. Tilsætningsstoffer bruges også som kosmetiske additiver som emulgatorer, hævemiddel, og til at forandre fødevaren med hensyn til farve, smag, tekstur, konsistens og ernæringsværdi.
Brugen af tilsætningsstoffer er under streng lovmæssig kontrol. Tilsætningsstoffer må ikke bruges i fødevarer med mindre de befinder sig på en officielt godkendt positivliste. Når et tilsætningsstof én gang er godkendt af EU, får det tildelt et "E-nummer" og bliver løbende kontrolleret af de lokale regeringer og EU-organer.
E-numrene blev indført for at gøre det nemmere for EU-landene at standardisere og regulere tilsætningsstofindustrien.